# Сухаревский рынок

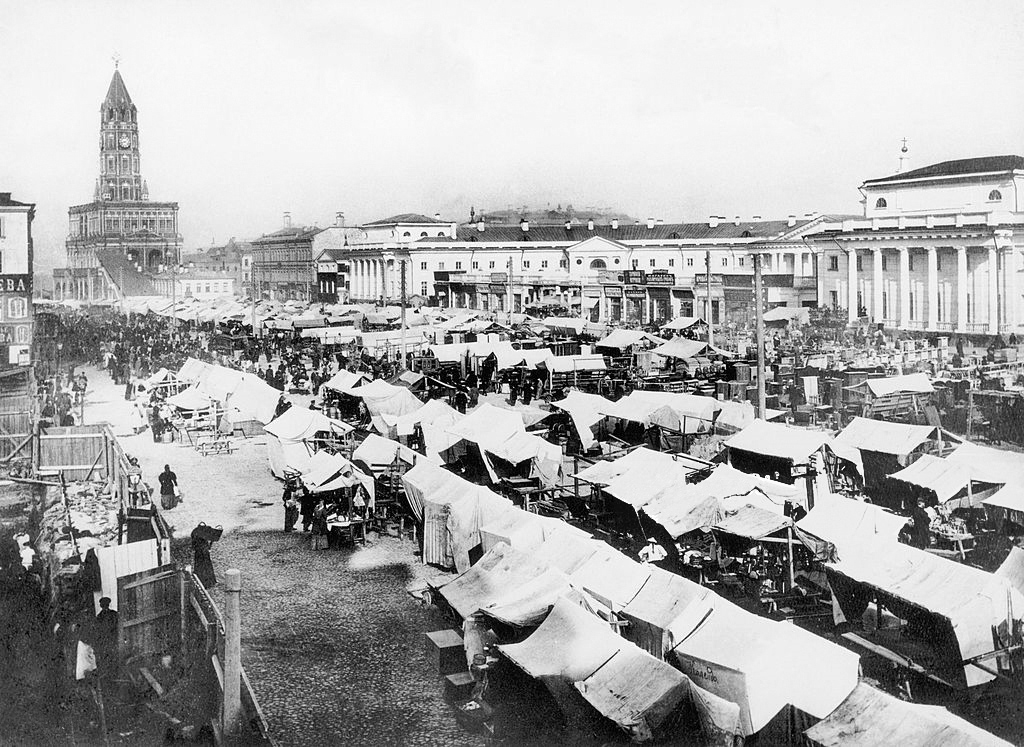
Рынок на Большой Сухаревской площади, 1900-1907 годы

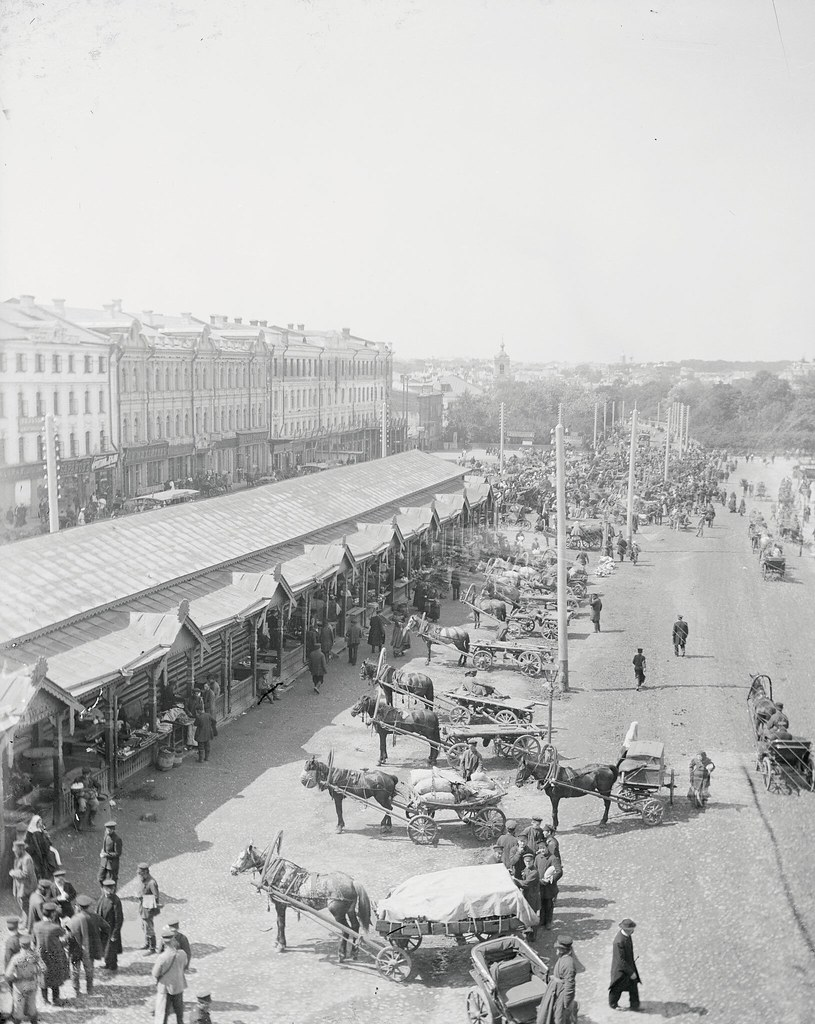
Рынок на Малой Сухаревской площади, 1910 год

Сухаревский рынок — рынок, существовавший в XVIII—XX вв. в Москве в районе Большой Сухаревской площади.

## История
Конец улицы Сретенки издавна был местом развитой рыночной торговли. В 1789 году торговля была переведена на Сухареву площадь — так возник Сухаревский рынок, в простонародье «Сухаревка». 
После московского пожара 1812 года и отступления из Москвы французской армии распоряжением главнокомандующего Москвы графа Ф. В. Ростопчина на Большой Сухаревской площади была введена воскресная торговля похищенным во время войны имуществом. 
С тех пор более ста лет по воскресным дням площадь по обе стороны Сухаревской башни превращалась в огромный многолюдный рынок, где продавали различную утварь, одежду, книги, антикварные и другие изделия. 
В 1915 году суммарная территория «Сухаревки» составляла почти 4 гектара.
После революции, изменение численного и социального состава населения, а также проводимая политика военного коммунизма и продразвёрстки изменили характер торговли на рынке, превратив его в барахолку с быстро возрастающим криминальным характером и 13 декабря 1920 года Моссовет принял постановление о ликвидации Сухаревского рынка. 
Газета «Правда» в 1920 году так комментировала закрытие «Сухаревки»:

Не давая почти ничего нового и, таким образом, чрезвычайно мало служа дополнением государственному снабжению, Сухаревка была поистине очагом спекулятивной заразы и спекулятивного разврата. Она растлевала не только буржуазные ряды, она деморализовала красноармейцев, которые „соблазнялись“ и продавали там свои шинели, и даже рабочих, находивших там сбыт для того, что исчезало с фабрик и заводов.

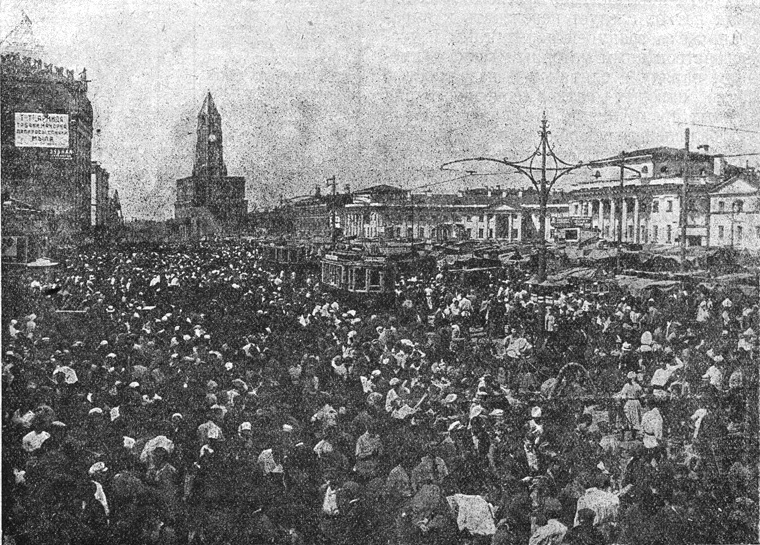
Сухаревский рынок летом 1924 года перед его упразднением

На проходившем в те дни VIII Всероссийском съезде Советов Ленин дважды возвращался к ликвидации знаменитого рынка. Однако, с переходом экономики к НЭПу, решение выполнено не было и Сухаревский рынок продолжал фактически существовать, хаотично переместившись в переулки Сретенки. В связи с этим в 1924 году Моссоветом было принято решение об упорядочении частной торговли и создании нового сухаревского рынка.